# Baojun 530
Le Baojun 530 (chinois : 宝骏530 ; pinyin : Bǎojùn 530) est un SUV compact produit par la coentreprise sino-américaine SAIC-GM-Wuling pour sa marque Baojun, vendu depuis début 2018 en Chine.

## Présentation

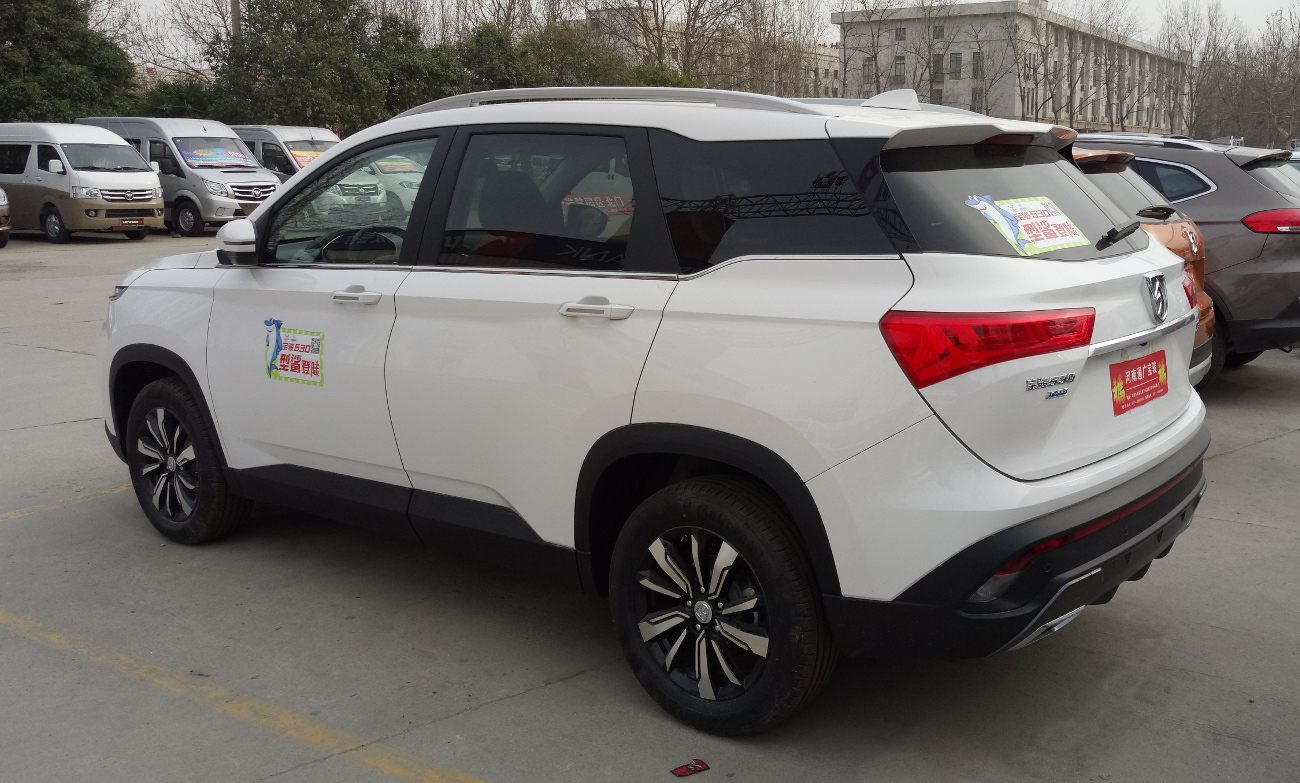
Vue arrière.

Baojun dévoile son nouveau SUV, baptisé 530 lors du salon de l'automobile de Guangzhou en novembre 2017. Il s'agit du troisième SUV de la marque et marque le renouvellement du 560. Il arbore les nouveaux codes stylistiques de la marque initiés par la berline 310 et le SUV 510 présentés en 2016. Uniquement disponible en 5 places à son lancement, une version 7 places arrive début 2019. Le 530 est produit à Liuzhou dans la province du Guangxi dans l'usine de SAIC-GM-Wuling dédiée aux véhicules Wuling et Baojun.
Le 530 est disponible avec deux moteurs essence : 
- 4 cyl. 1.8 137 ch avec une boîte automatique.
- 4 cyl. 1.5 Turbo 150 ch avec une boîte manuelle ou CVT.

## Restylage
Le 530 restylé arrive sur le marché en octobre 2019. Parmi les modifications apportées, le 530 bénéficie d'une face avant remaniée avec de nouveaux feux LED et d'un nouvel intérieur avec l'arrivée d'un écran tactile de 10.4 pouces sur la console centrale. Côté motorisation, une version à hybridation légère du 1.5 Turbo essence fait son apparition. Le client a le choix du nombre de sièges : cinq, six ou sept.

## Variantes
En dehors de la Chine, le Baojun 530 est aussi produit en Inde et en Indonésie. Il est par ailleurs vendu sous différentes marques appartenant aux groupes SAIC et General Motors.

### Chevrolet Captiva
En novembre 2018, General Motors présente au Salon de Bogota en Colombie, un Baojun 530 portant le logo Chevrolet. Le véhicule porte le nom de Captiva. Il vient remplacer le Captiva premier du nom en Amérique du Sud. En septembre 2019, il est présent dans six pays sud-américains : la Colombie, le Pérou, la Bolivie, le Chili, l'Équateur et l'Uruguay. Les Captiva sud-américains sont tous équipés du 1.5 Turbo essence de 147 ch. Ils sont produits à Liuzhou en Chine puis exportés vers l'Amérique du Sud.
En Thaïlande, ce modèle remplace aussi le premier Captiva. Il a été présenté au salon de Bangkok en mars 2019 et il est officiellement commercialisé en septembre 2019. Il est motorisé par le même 1.5 Turbo essence que son homologue chinois. Les modèles vendus en Thaïlande sont importés de l'usine indonésienne du groupe SAIC de Cikarang.
Le 17 février 2020, le groupe General Motors annonce la vente de son usine thaïlandaise de Rayong et le retrait de sa marque Chevrolet du marché local à la fin de l'année.

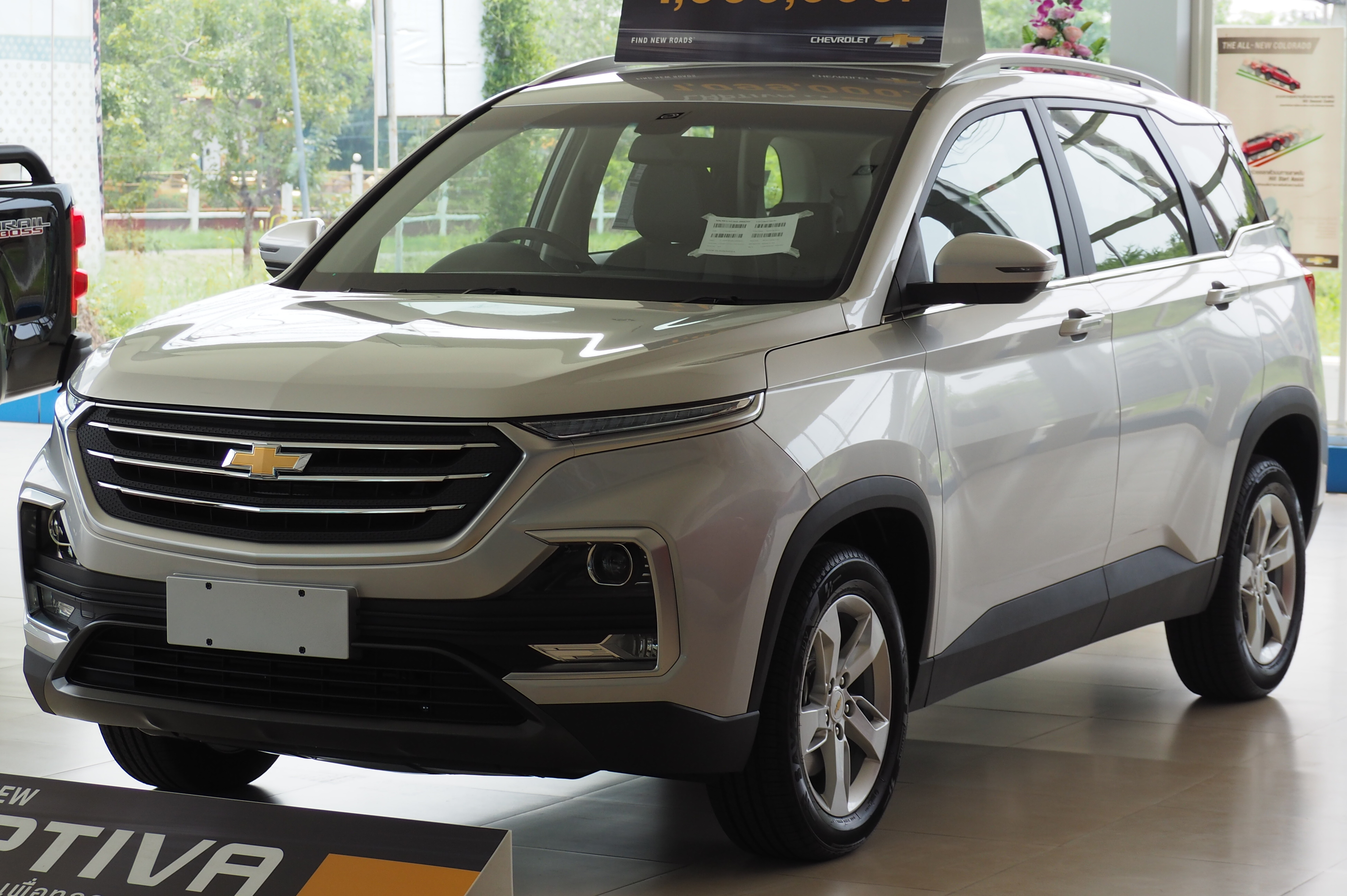
Un Chevrolet Captiva II en Thailande.
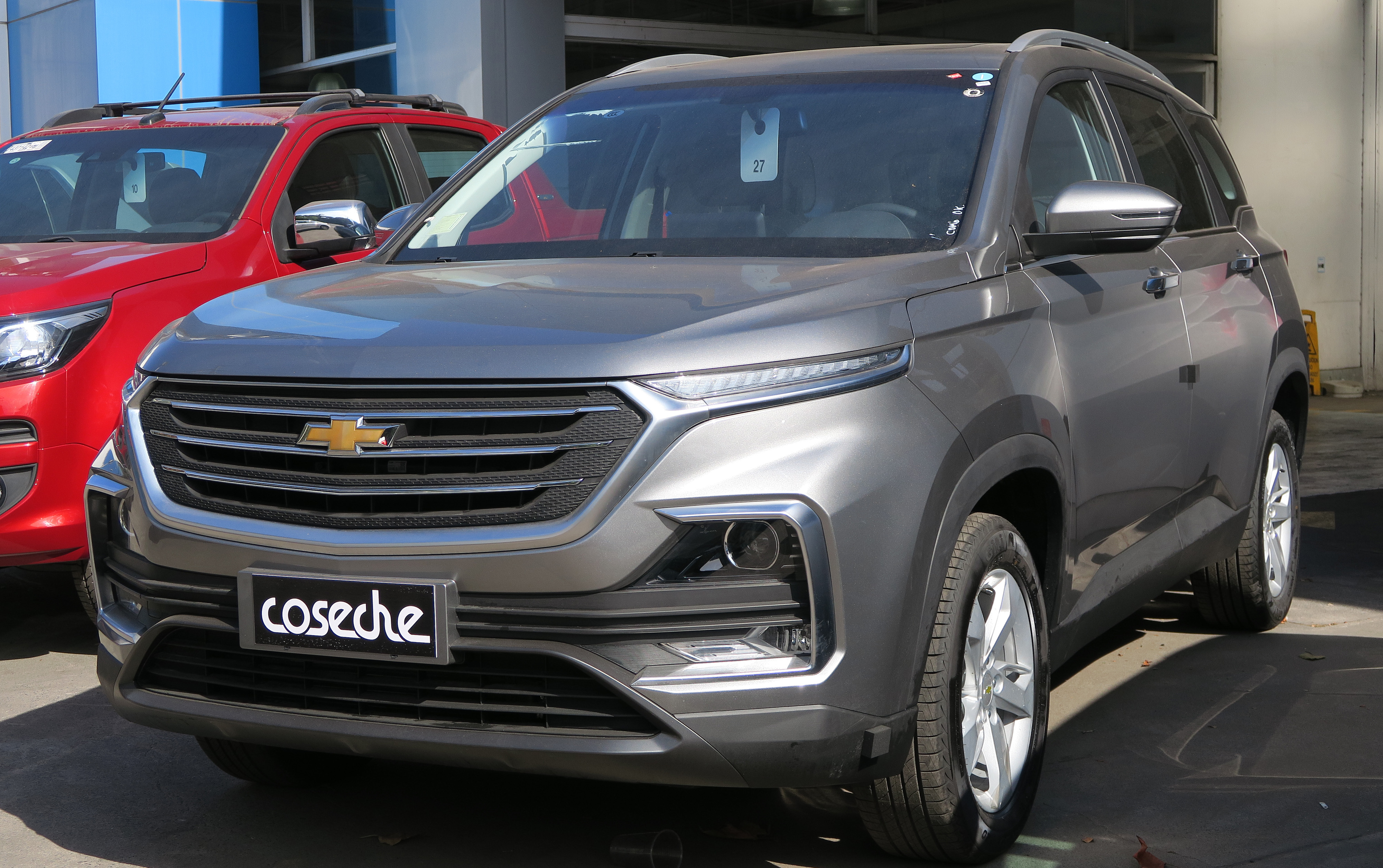
Un Chevrolet Captiva II au Chili.

### MG Hector / Hector Plus
Le groupe SAIC a racheté en juillet 2017 l'ancienne usine General Motors de Halol, dans l'état du Gujarat afin d'y produire des véhicules destinés au marché local. Le premier véhicule est un Baojun 530 badgé MG. Les premiers spyshots sont apparus en janvier 2019 en Inde. Un véhicule similaire a été vu en Chine un mois plus tôt. Finalement, le modèle est dévoilé officiellement en avril 2019. L'Hector se distingue du 530 par quelques détails stylistiques, notamment l'ajout d'une bande réfléchissante qui relie les deux feux arrière. La production démarre début mai 2019 dans son usine de Halol et la commercialisation en juillet.
L'Hector est motorisé par le 1.5 Turbo essence à hybridation légère de 150 ch ainsi que d'un moteur Diesel 2.0 Turbo de 170 ch. Ce moteur est un Multijet du groupe FCA. Un second moteur diesel est annoncé pour 2020. Une version double turbo du 2.0 Multijet développant 220 ch. 
L'arrivée du MG Hector en Inde semble réussie. 21.000 commandes ont été enregistrées trois semaines après le lancement du modèle. La barre des 50.000 commandes est atteinte en février 2020.
En février 2020, pour l'Auto Expo de New Delhi, SAIC dévoile le MG Hector Plus. Cette version est 4 cm plus longue que l'Hector et bénéficie d'une face avant spécifique et voit l'arrivée d'une troisième rangée de sièges, permettant au véhicule d'embarquer 6 ou 7 passagers. Par contre, l'arrière abandonne la bande réfléchissante. L'Hector Plus est commercialisé en juillet 2020, d'abord en version 6 places, puis en fin d'année dans sa configuration 7 places.

### Wuling Almaz
En août 2018, la marque Wuling dévoile lors du salon Gaikindo Indonesia International Show de Jakarta un 530 avec son logo mais sans nom de modèle. Le nom d'Almaz est officialisé en janvier 2019. L'Almaz est produit dans l'usine Wuling de Cikarang.

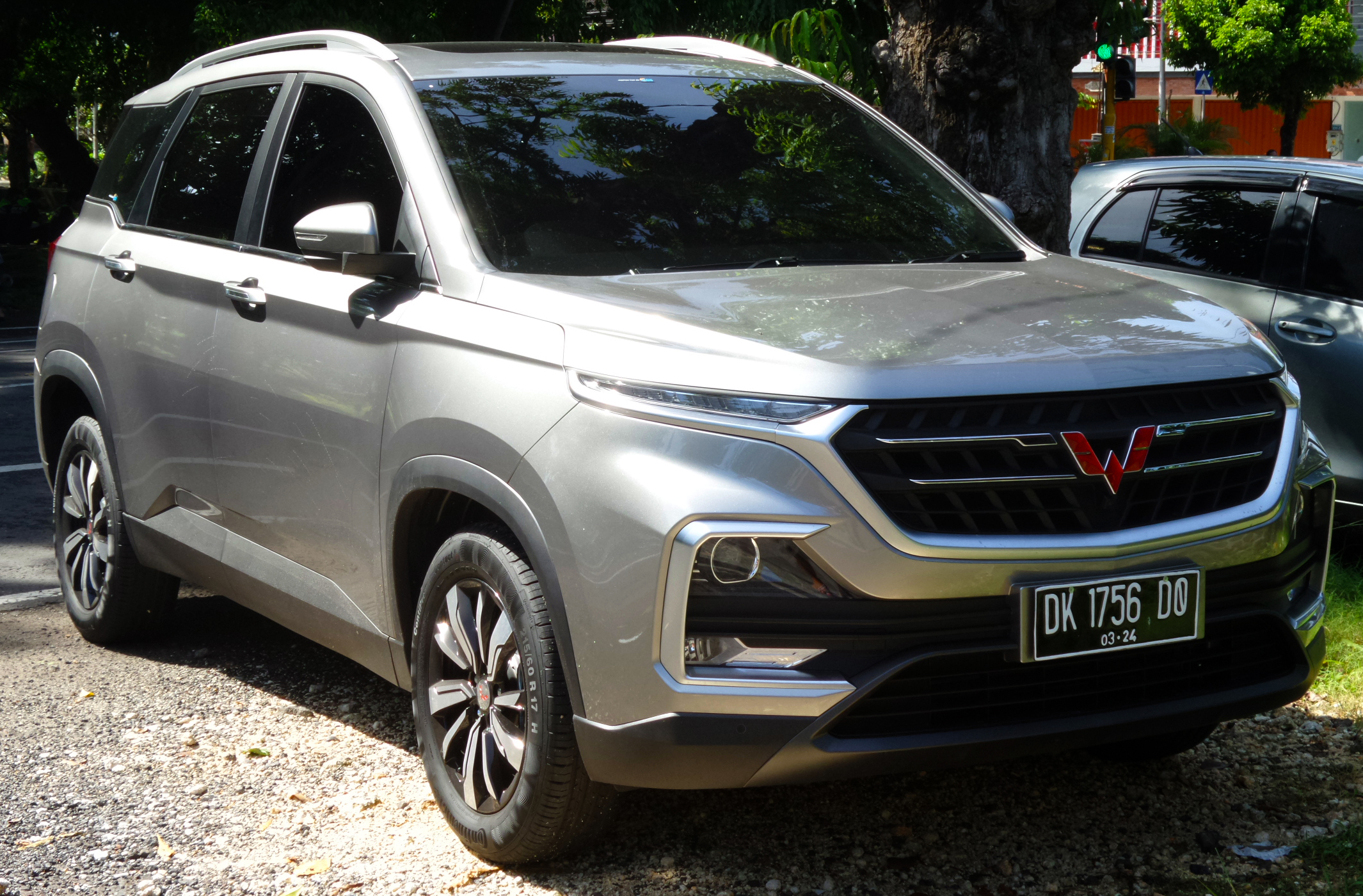
Wuling Almaz.
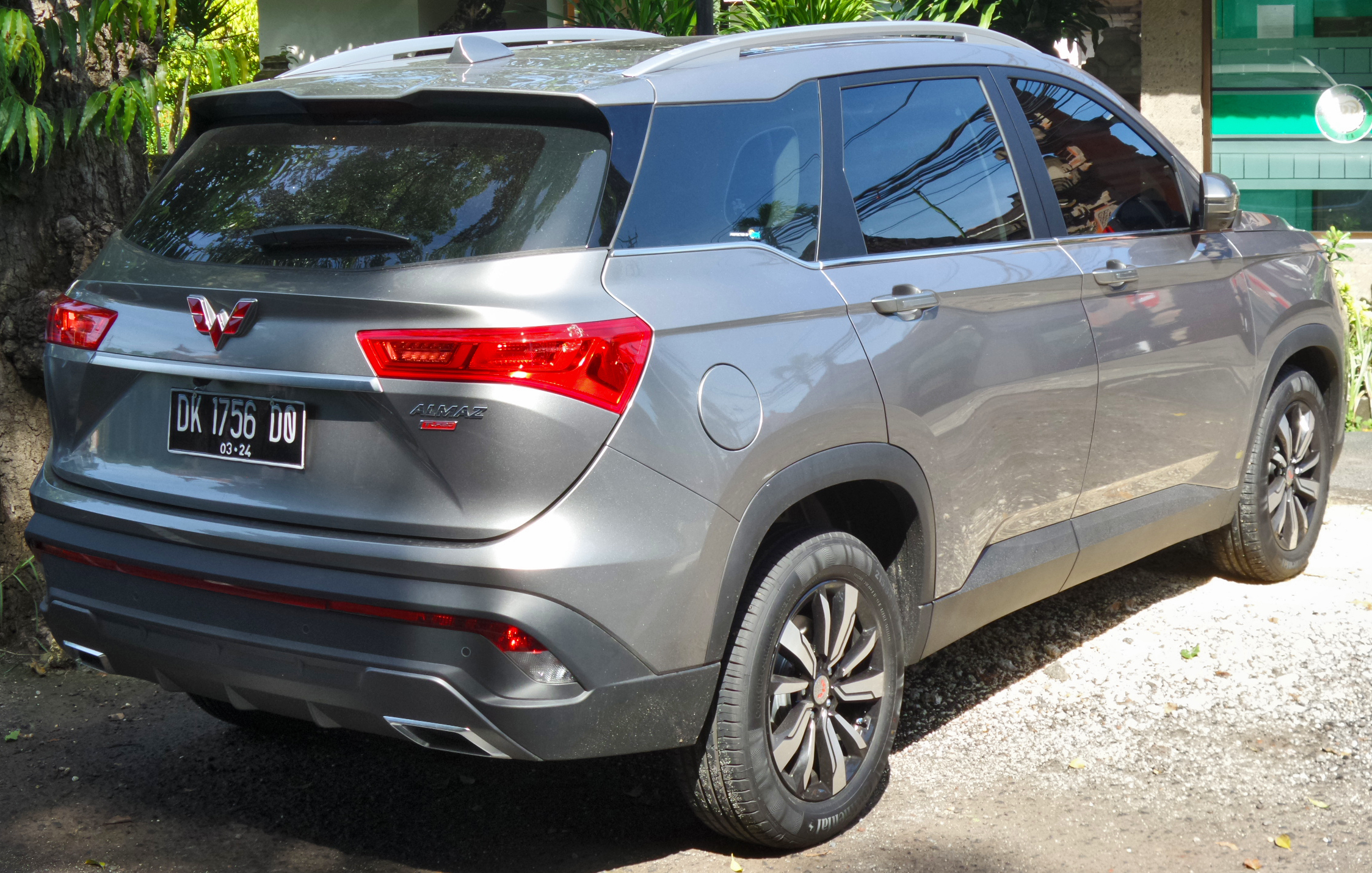
Vue arrière.

## Ventes

### Chine
| Année          | Ventes  | Différence           |
| -------------- | ------- | -------------------- |
| 2018 (11 mois) | 116.324 |                      |
| 2019           | 83.079  | -28,6 %              |
| 2020 (4 mois)  | 16.024  | -51,9 % (sur 4 mois) |
| Total          | 215.427 |                      |

Le Baojun 530 a été lancé en février 2018.

### Inde
| Année         | Ventes | Différence |
| ------------- | ------ | ---------- |
| 2019 (6 mois) | 15.930 |            |
| 2020 (5 mois) | 6.422  |            |
| Total         | 22.352 |            |

Le MG Hector a été lancé en juillet 2019.